# Haras national de Kladruby nad Labem
Le haras national de Kladruby nad Labem est l'un des plus vieux haras européen. Il a été créé au XVIe siècle sur les bords de l'Elbe par la monarchie des Habsbourg, pour y élever des chevaux d'attelage cérémoniel. Il est le haras historique de sélection de la race de chevaux d'attelage Kladruber.
Son activité est reconnue comme un patrimoine culturel immatériel par l'UNESCO en 2019.

## Histoire
Ce haras est fondé en 1563 par l'empereur Maximilien II, mais c'est Rodolphe II qui, en 1579, l'a élevé au rang de haras impérial, aussi cette date est la plus souvent retenue comme la date de la fondation de ce haras. 
En 1918, il devient un haras national, propriété de l'État tchèque. Durant les années 1920, des essais de croisement entre le Kladruber et le Shagya y sont menés, notamment avec l'étalon Shagya XIII.
Fin août 2018, une commission de l'UNESCO évalue la possibilité d'inscrire ce haras au patrimoine mondial. Le « Paysage d’élevage et de dressage de chevaux d’attelage cérémoniels à Kladruby nad Labem » est reconnu comme un patrimoine culturel immatériel par l'UNESCO en 2019,.

## Missions

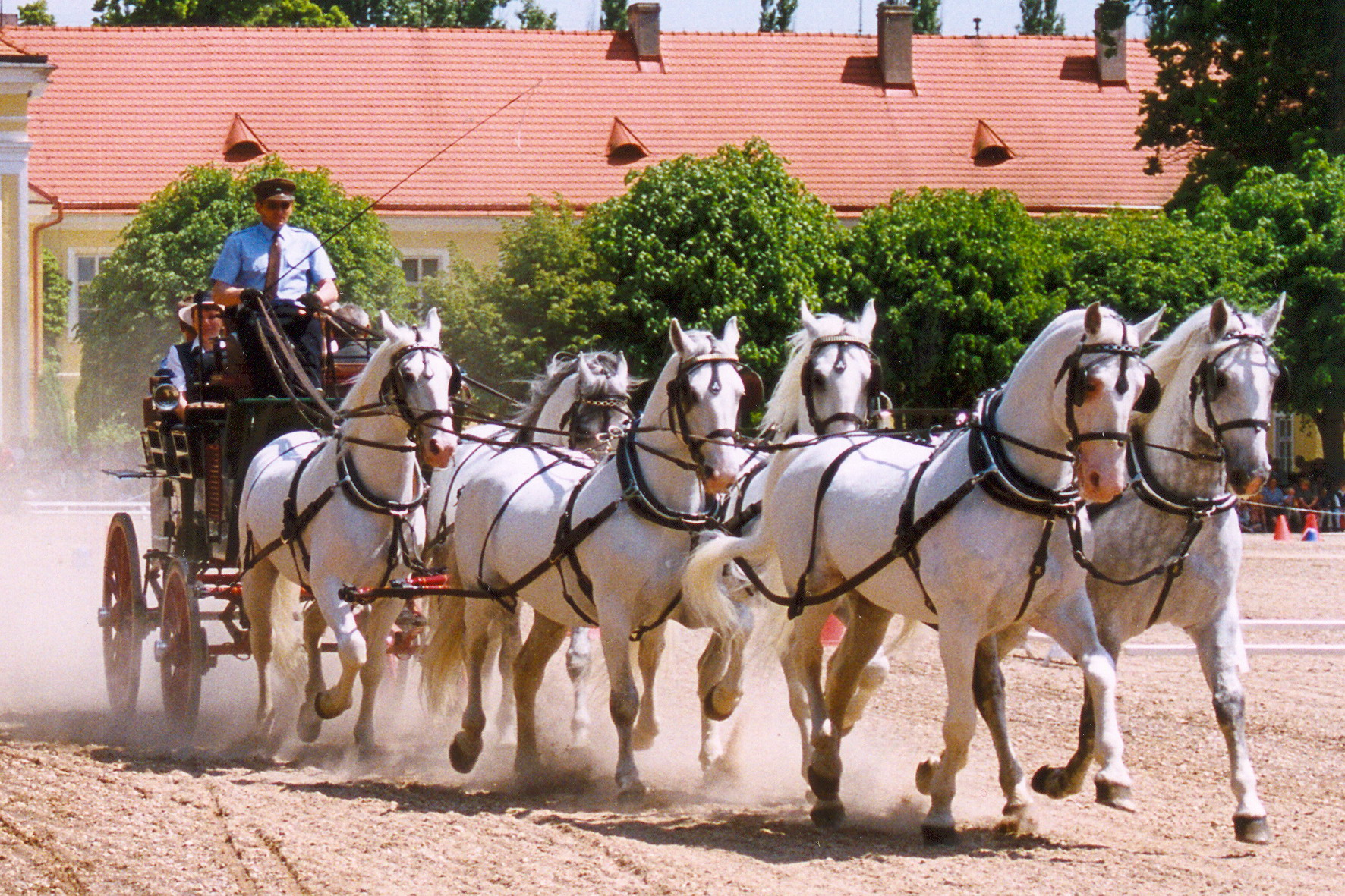
Attelage de Kladruber blancs (gris).

Le haras de Kladruby nad Labem est un établissement public, cofinancé par le ministère de l'agriculture de l'État tchèque, et voué à l'élevage du Kladruber blanc (gris), dont il détient environ 250 spécimen,. Il s'y élève des troupeaux entiers de juments et d'étalons.
C'est aussi un site touristique, qui a reçu 80 000 visiteurs en 2017.